# Império Serrano (Uruguaiana)
Grêmio Recreativo Escola de Samba Império Serrano é uma escola de samba do carnaval de Uruguaiana.

## História
Desfilou entre as grandes do carnaval de Uruguaiana até 1994, retornando em 2013, após uma liminar que a garantiu na elite, tendo a frente Jair Rodrigues, que já presidiu a LIESU e trazendo nomes como: Jaime Cezário e Bruno Ribas.
Tem como cores o verde e o branco e uma Coroa como símbolo. Antigamente, sua sede ficava no bairro Cohab II, mas atualmente seus ensaios são feitos na Rua Vasco Alves, centro de Uruguaiana.

## Segmentos

### Presidentes
| Nome           | Mandato | Ref.  |
| -------------- | ------- | ----- |
| Jair Rodrigues | ? - ?   | [ 1 ] |

### Diretores
| Ano  | Mestre de bateria | Ref.  |
| ---- | ----------------- | ----- |
| 2015 | Lucas             | [ 1 ] |

### Coreógrafos
| Ano  | Nome             | Ref.  |
| ---- | ---------------- | ----- |
| 2015 | Paola Soares     | [ 1 ] |
| 2020 | Cristian Goulart | [ 4 ] |

### Casal de Mestre-sala e Porta-bandeira
| Ano  | Nome                          | Ref.  |
| ---- | ----------------------------- | ----- |
| 2015 | Vinícius e Gabriele           | [ 1 ] |
| 2020 | Willian Alves e Nathyeli Cruz | [ 4 ] |

### Rainhas de Bateria
| Período | Rainha               | Ref.  |
| ------- | -------------------- | ----- |
| 2015    | Alessandra Dornelles | [ 1 ] |
| 2020    | Melissa Torres       | [ 4 ] |

## Carnavais
| Ano                                   | Colocação     | Grupo                       | Enredo                                            | Carnavalesco      | Intérprete                                    | Ref.                |
| ------------------------------------- | ------------- | --------------------------- | ------------------------------------------------- | ----------------- | --------------------------------------------- | ------------------- |
| 2013                                  | 7º lugar      | Especial (Primeira Divisão) | O Brasil Vale Ouro.                               | Jaime Cezário     | Bruno Ribas                                   | [ 5 ] [ 6 ]         |
| 2014                                  | Campeã        | Acesso (Segunda Divisão)    | Angra com Os Reis                                 | Liliane Vogado    |                                               | [ 7 ] [ 8 ]         |
| 2015                                  | 6º lugar      | Especial (Primeira Divisão) | Saltimbancos                                      | Guilherme da Hora | Diego Nicolau                                 | [ 9 ] [ 10 ]        |
| 2016                                  | Não desfilou. | Não desfilou.               | Não desfilou.                                     | Não desfilou.     | Não desfilou.                                 | [ 11 ]              |
| 2017                                  | Campeã        | 2 (Terceira Divisão)        | Sensações                                         |                   |                                               | [ 12 ] [ 13 ]       |
| 2018                                  | Vice-campeã   | Acesso (Segunda Divisão)    | As Minhas Histórias Já Falam Por Mim              |                   |                                               | [ 14 ] [ 15 ]       |
| 2019                                  | Campeã        | Acesso (Segunda Divisão)    | O Império vai à China                             |                   | Leonardo Bessa, Robinho Sorriso e Wic Tavares | [ 16 ] [ 17 ]       |
| 2020                                  | 8º lugar      | Especial (Primeira Divisão) | Grandes Impérios                                  | Guto Guimarães    | Lucas Donato                                  | [ 18 ] [ 4 ] [ 19 ] |
| Não ocorreram desfiles em 2021 e 2022 |               |                             |                                                   |                   |                                               |                     |
| 2023                                  | 8º lugar      | Especial (Primeira Divisão) | O Império Serrano Apresenta: Uma Viagem Mascarada | Michael Smith     | Leonardo Bessa                                | [ 21 ] [ 22 ]       |
| 2024                                  | Não desfilou  | Especial (Primeira Divisão) | Império Serrano - O Rei do Maracatu               |                   | Marquinho Art’Samba                           | [ 23 ]              |

## Títulos
- Campeã do Grupo de Acesso: 2014, 2019
- Campeã do 2º Grupo: 2017